# Burmester-Schablone

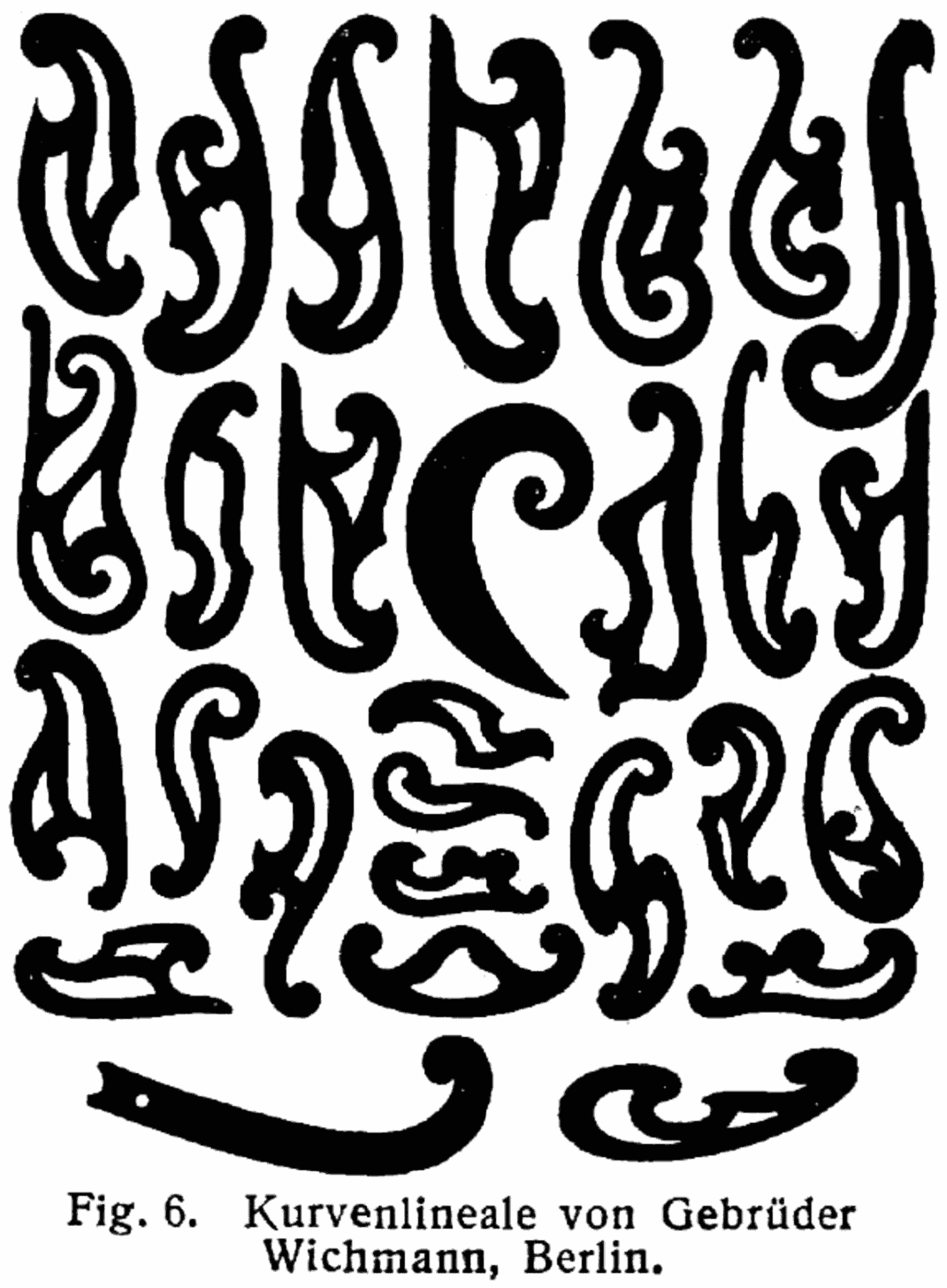
Burmester-Schablonen der Gebrüder Wichmann (Berlin) aus dem Lexikon der gesamten Technik von Otto Lueger (1904)

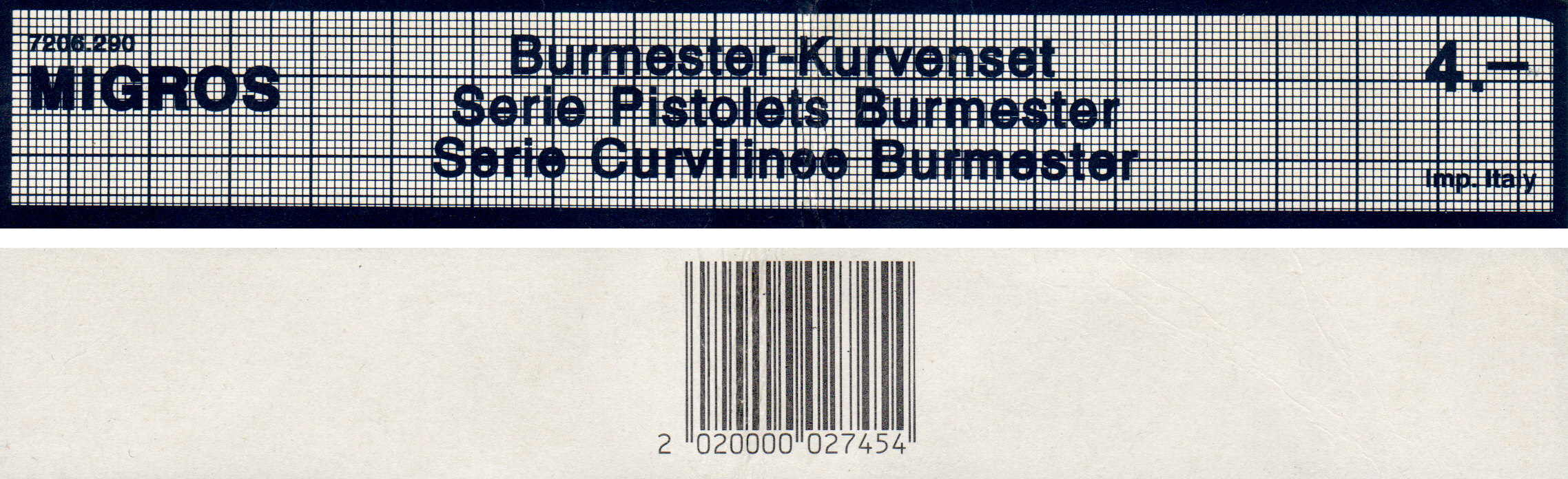
Etikett

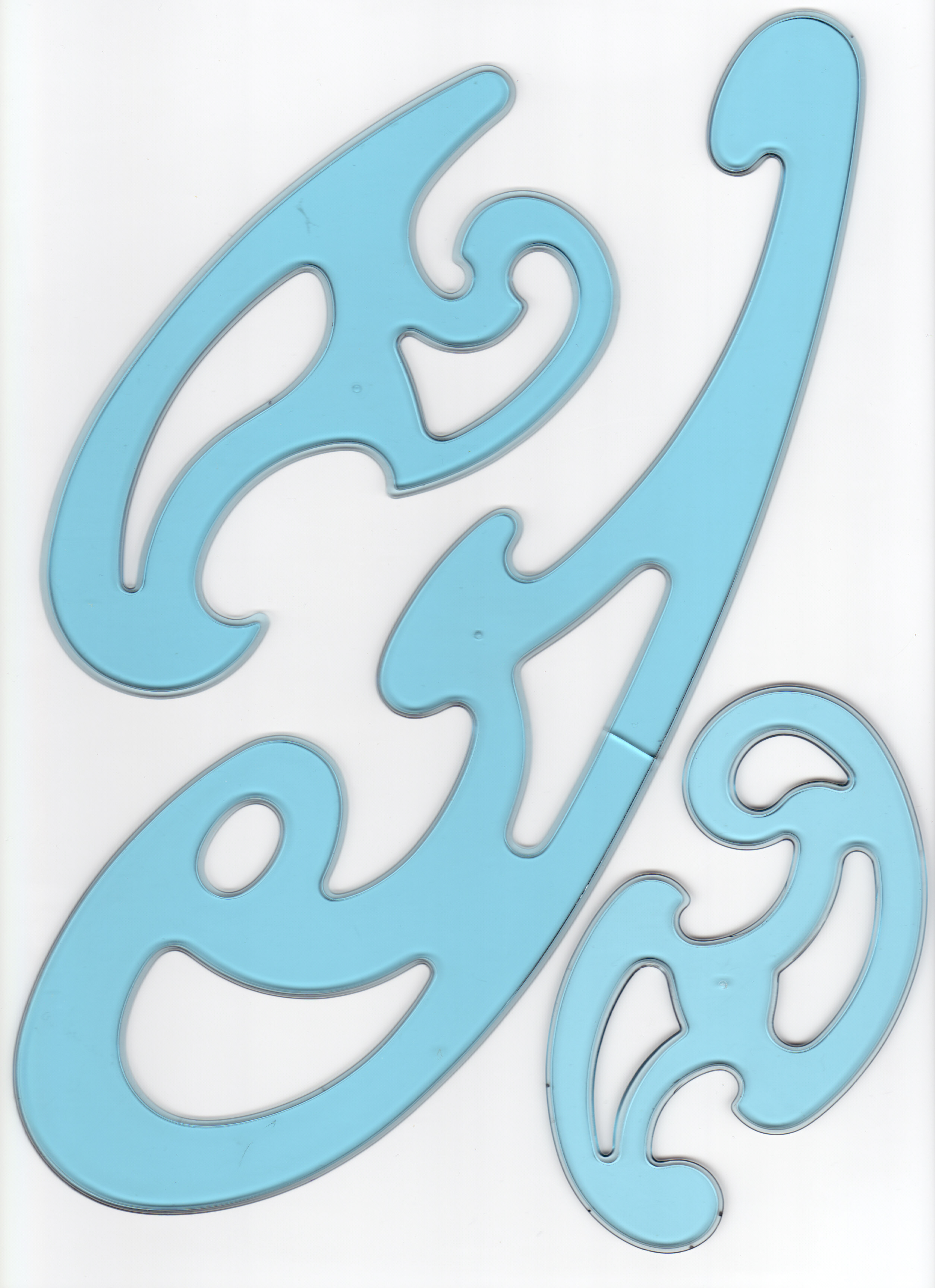
Burmester-Schablonen

Burmester-Schablonen sind spezielle Kurvenlineale, benannt nach dem Mathematiker und Erfinder dieser Schablonen Ludwig Burmester.
Burmester-Schablonen werden z. B. beim Technischen Zeichnen zur annähernd genauen Darstellung von Kurven und Kurvenverläufen verwendet. Praktisch geht man so vor, dass, wenn mehrere Schablonen oder Abschnitte einer Schablone verwendet werden müssen, die aneinander grenzenden Abschnitte überlappend gezeichnet werden, um zu gewährleisten, dass die gezeichnete Kurve stetig ist.

## Burmester-Kurvensets bzw. -Kurvensätze
Ein Burmester-Kurvenset (kurz: Burmester-Set) oder Burmester-Kurvensatz (kurz: Burmester-Satz) besteht im Allgemeinen aus mindestens drei entsprechenden Burmester-Schablonen. Sie stellen Splines dritter Ordnung dar.
Burmester-Kurvensätze werden noch bis heute als Zeichenbedarf von Unternehmen wie Rheita, Rotring, Rumold, Staedtler, Faber-Castell, Akryla, SIECO, Aristo oder Standardgraph vertrieben.